# トマス・ブレトン

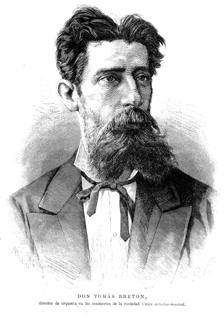
トマス・ブレトン

トマス・ブレトン（Tomás Bretón,  1850年12月29日 – 1923年12月2日）はスペイン後期ロマン派音楽の作曲家。

## 概要
サラマンカ出身。地元の芸術学校で最初の音楽教育を受けた後、地方の小さな楽団や劇場、教会で演奏家として生計を立てた。16歳でマドリッドに移り、フランシスコ・バルビエリのオーケストラで演奏するかたわらマドリッド王立音楽院でエミリオ・アリエータに師事する。後に君主アルフォンソ12世とモルフィ伯爵の庇護を得て、ローマやミラノ、ウィーン、パリに留学して音楽を学ぶことができた。ローマ滞在中に発展的な経験をし、スペイン音楽にヨーロッパの偉大な音楽形式を取り入れることを考え出した。
マドリッドに戻るや否や、王立音楽院作曲家の教授に任命され、後には院長まで昇格した。1872年にルペルト・チャピと並んで音楽院から表彰されており、その後に音楽家同盟を設立して、長年その監督にあたった。バルビエリの前例に倣って自分の地位を使い、国内外の作品の初演を促し、その実現に成功した。
マドリッドで没した。

## 音楽活動
全生涯を通じてブレトンは、サルスエラのスペインらしい表現形態を保護しようと精励刻苦し、それによってスペインの作曲家が成功を収めるであろうと望んでいた。だが、その努力は報われなかった。つまるところ、当時は民族的な音楽が整合性や統一性を欠いたものに映り、聴衆はスペイン的な作品に無関心だったのである。はっきりと「スペイン的な」オペラを作り出そうと骨折って、ブレトンは注目すべきことに手ずから脚本を書いたが、評論家から性格において充分にはスペイン的でないとの理由で非難された。ブレトンはイタリア歌劇の模範と縁を切るのに失敗し、当時の主流であったワーグナーの影響をなんとなく残していると見なされたのである。このような例に、《テルエルの恋人たち Los amantes de Teruel 》《 Garin 》がある。
ブレトンはサルスエラやオペラをふんだんに残した。この分野での代表作《パロマの前夜祭 La verbena de la paloma 》は、ヘネロ・チーコ様式 género chico の古典的な模範であり、世紀末のマドリッドを音楽的に描き出した比類ない作品と認められている。
3曲の交響曲、4曲の弦楽四重奏曲、ピアノ三重奏曲、パブロ・デ・サラサーテに献呈したヴァイオリン協奏曲、交響詩などの器楽曲も残した。ただし、ヴァイオリン協奏曲はスコアが紛失したため、後世に補筆・復元されている。
親交のあったイサーク・アルベニスの「ピアノ協奏曲」と「カタルーニャ狂詩曲」は、オーケストレーションが苦手だったアルベニスに代わってブレトンがオーケストレーションを手掛けたことが書簡から判明している。